# متحف الجديدة
متحف الجديدة، أو فضاء الذاكرة التاريخية للمقاومة والتحرير هو متحف بمدينة الجديدة في المغرب تم افتتاحه رسميا في 28 يوليو 2015م.